# Saint-Étienne-Roilaye
Saint-Étienne-Roilaye – miejscowość i gmina we Francji, w regionie Hauts-de-France, w departamencie Oise.
Według danych na rok 1990 gminę zamieszkiwało 258 osób, a gęstość zaludnienia wynosiła 32 osoby/km² (wśród 2293 gmin Pikardii Saint-Étienne-Roilaye plasuje się na 741. miejscu pod względem liczby ludności, natomiast pod względem powierzchni na miejscu 600.).